# Ferrère
Pour les articles homonymes, voir Ferrère (homonymie).
Ne pas confondre avec Ferrere, commune italienne
Ferrère est une commune française située dans le sud-est du département des Hautes-Pyrénées, en région Occitanie. Sur le plan historique et culturel, la commune est dans le pays de Comminges, correspondant à l’ancien comté de Comminges, circonscription de la province de Gascogne située sur les départements actuels du Gers, de la Haute-Garonne, des Hautes-Pyrénées et de l'Ariège.
Exposée à un climat de montagne, elle est drainée par l'Ourse, le ruisseau de Salabe et par divers autres petits cours d'eau. La commune possède un patrimoine naturel remarquable composé de quatorze zones naturelles d'intérêt écologique, faunistique et floristique.
Ferrère est une commune rurale qui compte 38 habitants en 2022, après avoir connu un pic de population de 511 habitants en 1881. Ses habitants sont appelés les Ferrerois ou  Ferreroises.

## Géographie

### Localisation
La commune de Ferrère se trouve dans le département des Hautes-Pyrénées, en région Occitanie.
Elle se situe à 49 km à vol d'oiseau de Tarbes, préfecture du département, à 34 km de Bagnères-de-Bigorre, sous-préfecture, et à 23 km de Lannemezan, bureau centralisateur du canton de la Vallée de la Barousse dont dépend la commune depuis 2015 pour les élections départementales.
La commune fait en outre partie du bassin de vie de Montréjeau.
Les communes les plus proches sont : 
Ourde (1,6 km), Esbareich (2,3 km), Mauléon-Barousse (2,6 km), Sost (3,2 km), Cazarilh (3,7 km), Bramevaque (4,1 km), Troubat (4,4 km), Sacoué (4,4 km).
Sur le plan historique et culturel, Ferrère fait partie du pays de Comminges, correspondant à l’ancien comté de Comminges, circonscription de la province de Gascogne située sur les départements actuels du Gers, de la Haute-Garonne, des Hautes-Pyrénées et de l'Ariège.
Ferrère est limitrophe de douze autres communes, dont trois dans le département de la Haute-Garonne. Parmi elles, la commune de Caubous n'est limitrophe au sud-ouest de Ferrère que par un simple quadripoint, au Cap de Pouy Pradaus.

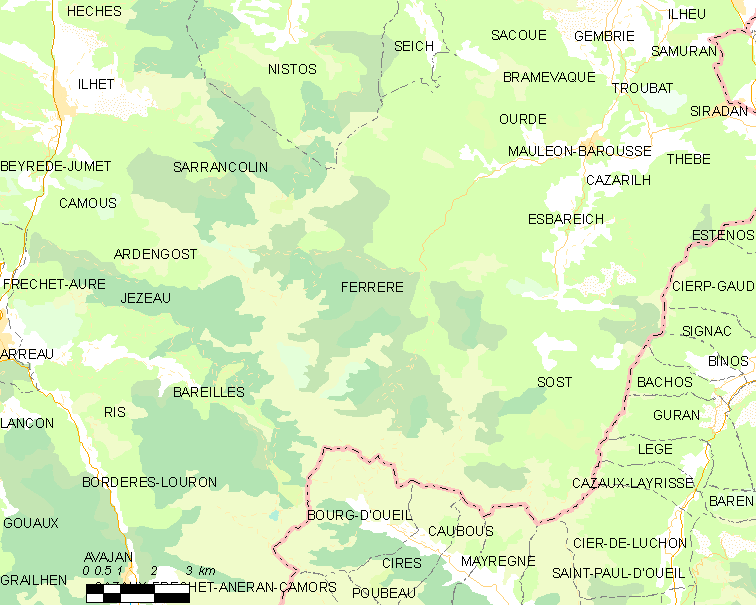
Carte de la commune de Ferrère et des proches communes.

| Nistos                         | Sacoué                        | Ourde                                                |
| Sarrancolin, Ardengost, Jézeau | Ferrère                       | Esbareich                                            |
| Bareilles                      | Bourg-d'Oueil (Haute-Garonne) | Sost, Caubous (Haute-Garonne), Cirès (Haute-Garonne) |

### Paysages et relief

Sélection de vues du village.
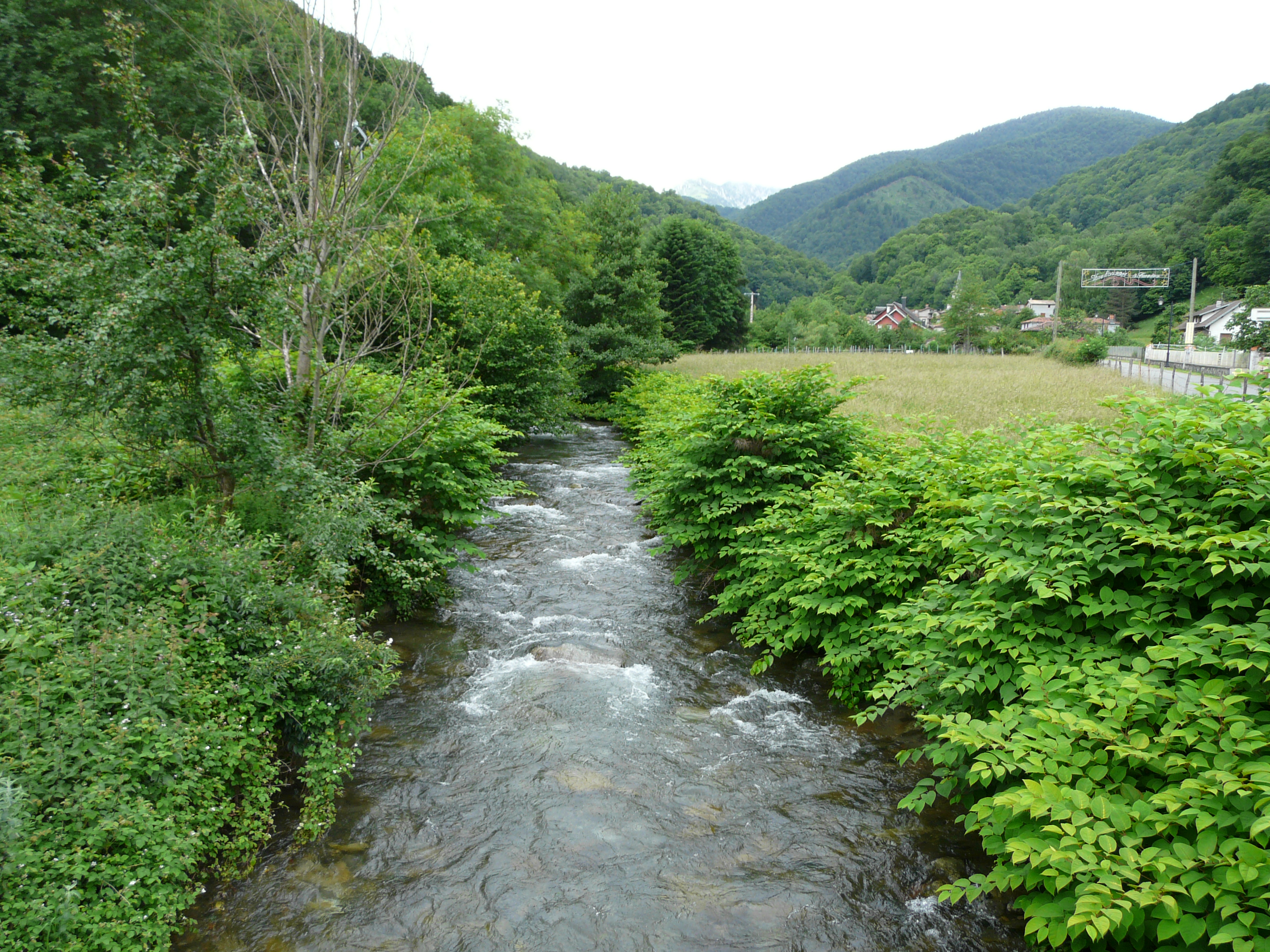
L'Ourse de Ferrère au nord-est du village.
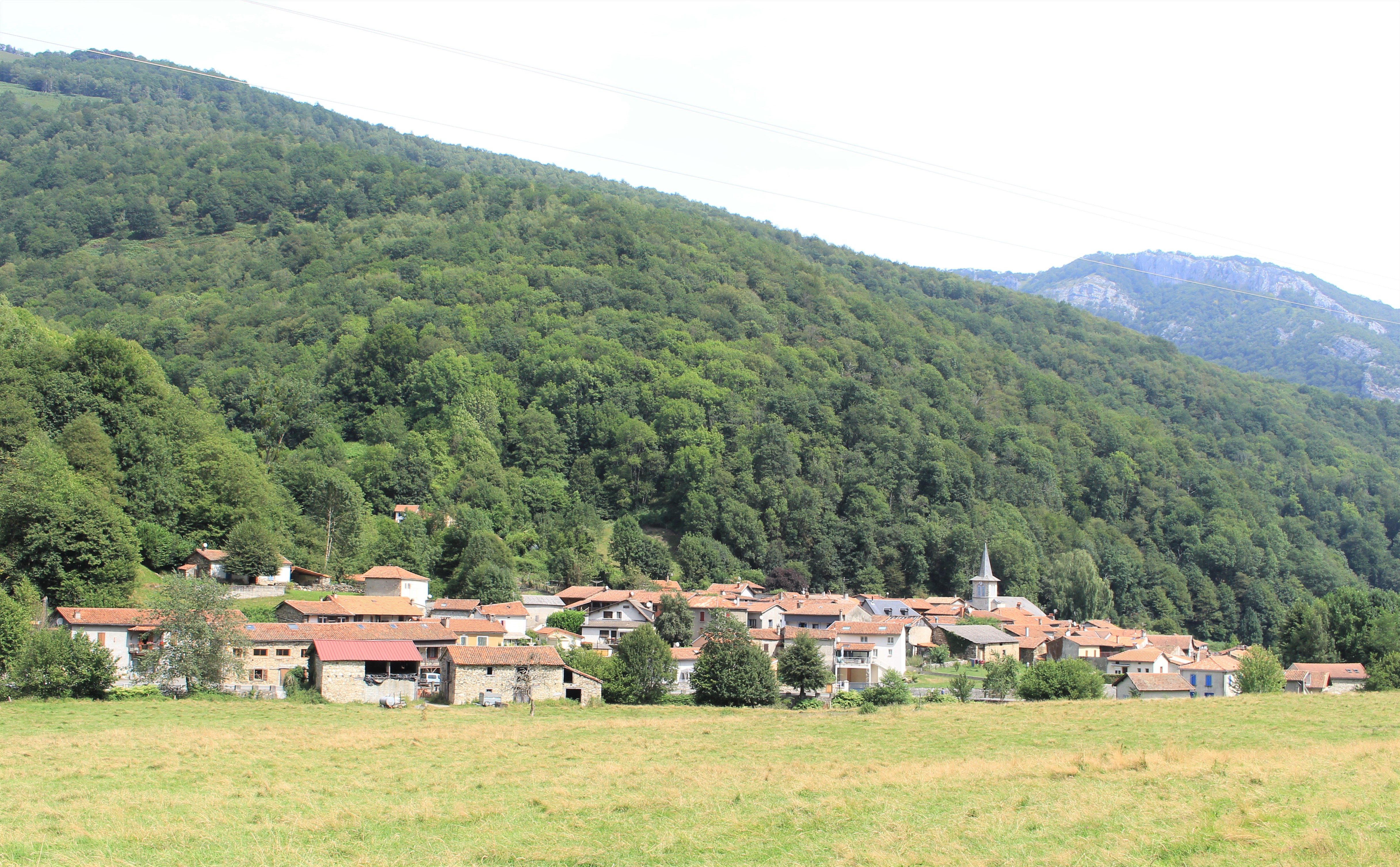
Vue de Ferrère.

### Hydrographie
La commune est dans le bassin versant de la Garonne, au sein du bassin hydrographique Adour-Garonne. Elle est drainée par l'Ourse, le ruisseau de Salabe, Coume de Bardaquiou, Coume de Hosse, Rieu Grand, le ruisseau d'Areng, le ruisseau d'Aubague, le ruisseau de baroussère, le ruisseau de Bourdère, le ruisseau de Cabirolères, le ruisseau de Cardouet, le ruisseau de Cubon, le ruisseau de Hontagnère, le ruisseau de la Hont Herrède, et par deux petits cours d'eau, constituant un réseau hydrographique de 67 km de longueur totale,.
L'Ourse, d'une longueur totale de 25,4 km, prend sa source dans la commune de Ferrère et s'écoule du sud vers le nord. Il traverse la commune et se jette dans la Garonne à Loures-Barousse, après avoir traversé 12 communes.

### Climat
La commune jouit d'un climat montagnard caractérisé par des étés doux (température moyenne de 25 °C) et des périodes de beaux temps. Parfois des orages éclatent sous forme de fortes averses, imprévues et violentes. Quant aux hivers, ils sont frais ou froids avec des températures de 3 °C en moyenne, et souvent humides avec de fréquentes dépressions en provenance de l'Atlantique amenant de la pluie.
| Mois                              | jan.  | fév.  | mars  | avril | mai   | juin  | jui.  | août  | sep.  | oct.  | nov.  | déc.  | année   |
| --------------------------------- | ----- | ----- | ----- | ----- | ----- | ----- | ----- | ----- | ----- | ----- | ----- | ----- | ------- |
| Température minimale moyenne (°C) | 1     | 2     | 4     | 6     | 9     | 13    | 15    | 15    | 12    | 9     | 4     | 2     | 7,7     |
| Température moyenne (°C)          | 5,2   | 5,6   | 8,4   | 10,1  | 13,8  | 17,8  | 18,6  | 18,8  | 16,4  | 13,5  | 7,5   | 5,5   | 11,8    |
| Température maximale moyenne (°C) | 10    | 11    | 14    | 15    | 19    | 22    | 25    | 25    | 23    | 19    | 14    | 11    | 17,3    |
| Ensoleillement (h)                | 108,8 | 118,8 | 155,6 | 157,2 | 181,3 | 191,5 | 215,5 | 196,4 | 194,5 | 164,4 | 124,4 | 104,4 | 1 912,8 |
| Précipitations (mm)               | 98,6  | 63,3  | 99    | 108,2 | 137   | 87,1  | 72,6  | 70,5  | 69,5  | 81,9  | 101,4 | 97,4  | 1 086   |

### Milieux naturels et biodiversité
L’inventaire des zones naturelles d'intérêt écologique, faunistique et floristique (ZNIEFF) a pour objectif de réaliser une couverture des zones les plus intéressantes sur le plan écologique, essentiellement dans la perspective d’améliorer la connaissance du patrimoine naturel national et de fournir aux différents décideurs un outil d’aide à la prise en compte de l’environnement dans l’aménagement du territoire.
Huit ZNIEFF de type 1 sont recensées sur la commune :
- les « forêts du Nistos et pic de Mont Aspet » (2 169 ha), couvrant 6 communes du département[11] ;
- « l'Ourse et ses affluents de Ferrère à Izaourt » (85 ha), couvrant 18 communes du département[12] ;
- le « massif de la Barousse » (6 802 ha), couvrant 12 communes dont deux dans la Haute-Garonne et dix dans les Hautes-Pyrénées[13] ;
- les « milieux forestiers, rocheux et humides du vallon d'Arize » (1 333 ha), couvrant 6 communes du département[14] ;
- les « Relief karstique, milieux montagnards et forestiers de Camous au Mont Mérag » (1 648 ha), couvrant 5 communes du département[15] ;
- la « vallée d'Oueil et soulane du Larboust » (6 150 ha), couvrant 27 communes dont 21 dans la Haute-Garonne et six dans les Hautes-Pyrénées[16] ;
- le « vallon de Sarroumagna, bois du Pradet et soulane d'Ourde » (614 ha), couvrant 6 communes du département[17] ;
- les « vallons forestiers et milieux subalpins en rive droite du bas Louron » (6 635 ha), couvrant 17 communes dont deux dans la Haute-Garonne et 15 dans les Hautes-Pyrénées[18] ;

et six ZNIEFF de type 2, : 
- les « Garonne amont, Pique et Neste » (1 788 ha), couvrant 112 communes dont 42 dans la Haute-Garonne et 70 dans les Hautes-Pyrénées[19] ;
- la « Haute montagne en Haute-Garonne » (33 294 ha), couvrant 49 communes dont 41 dans la Haute-Garonne et huit dans les Hautes-Pyrénées[20] ;
- le « massif de la Barousse et chaînon du sommet d´Antenac au cap de Pouy de Hourmigué » (15 691 ha), couvrant 33 communes dont 18 dans la Haute-Garonne et 15 dans les Hautes-Pyrénées[21] ;
- les « montagnes sèches et rocheuses en rives gauche et droite de l'Ourse et à Saint-Bertrand-de-Comminges » (5 147 ha), couvrant 24 communes dont deux dans la Haute-Garonne et 22 dans les Hautes-Pyrénées[22] ;
- le « piémont calcaire, forestier et montagnard du Nistos en rive droite de la Neste » (15 195 ha), couvrant 26 communes dont une dans la Haute-Garonne et 25 dans les Hautes-Pyrénées[23] ;
- la « vallée du Louron » (16 472 ha), couvrant 30 communes dont six dans la Haute-Garonne et 24 dans les Hautes-Pyrénées[24].

## Urbanisme

### Typologie
Au 1er janvier 2024, Ferrère est catégorisée commune rurale à habitat très dispersé, selon la nouvelle grille communale de densité à sept niveaux définie par l'Insee en 2022.
Elle est située hors unité urbaine et hors attraction des villes,.

### Occupation des sols
L'occupation des sols de la commune, telle qu'elle ressort de la base de données européenne d’occupation biophysique des sols Corine Land Cover (CLC), est marquée par l'importance des forêts et milieux semi-naturels (98,9 % en 2018), une proportion identique à celle de 1990 (98,9 %). La répartition détaillée en 2018 est la suivante : 
forêts (71,4 %), milieux à végétation arbustive et/ou herbacée (27,5 %), prairies (1,1 %).
L'IGN met par ailleurs à disposition un outil en ligne permettant de comparer l’évolution dans le temps de l’occupation des sols de la commune (ou de territoires à des échelles différentes). Plusieurs époques sont accessibles sous forme de cartes ou photos aériennes : la carte de Cassini (XVIIIe siècle), la carte d'état-major (1820-1866) et la période actuelle (1950 à aujourd'hui).

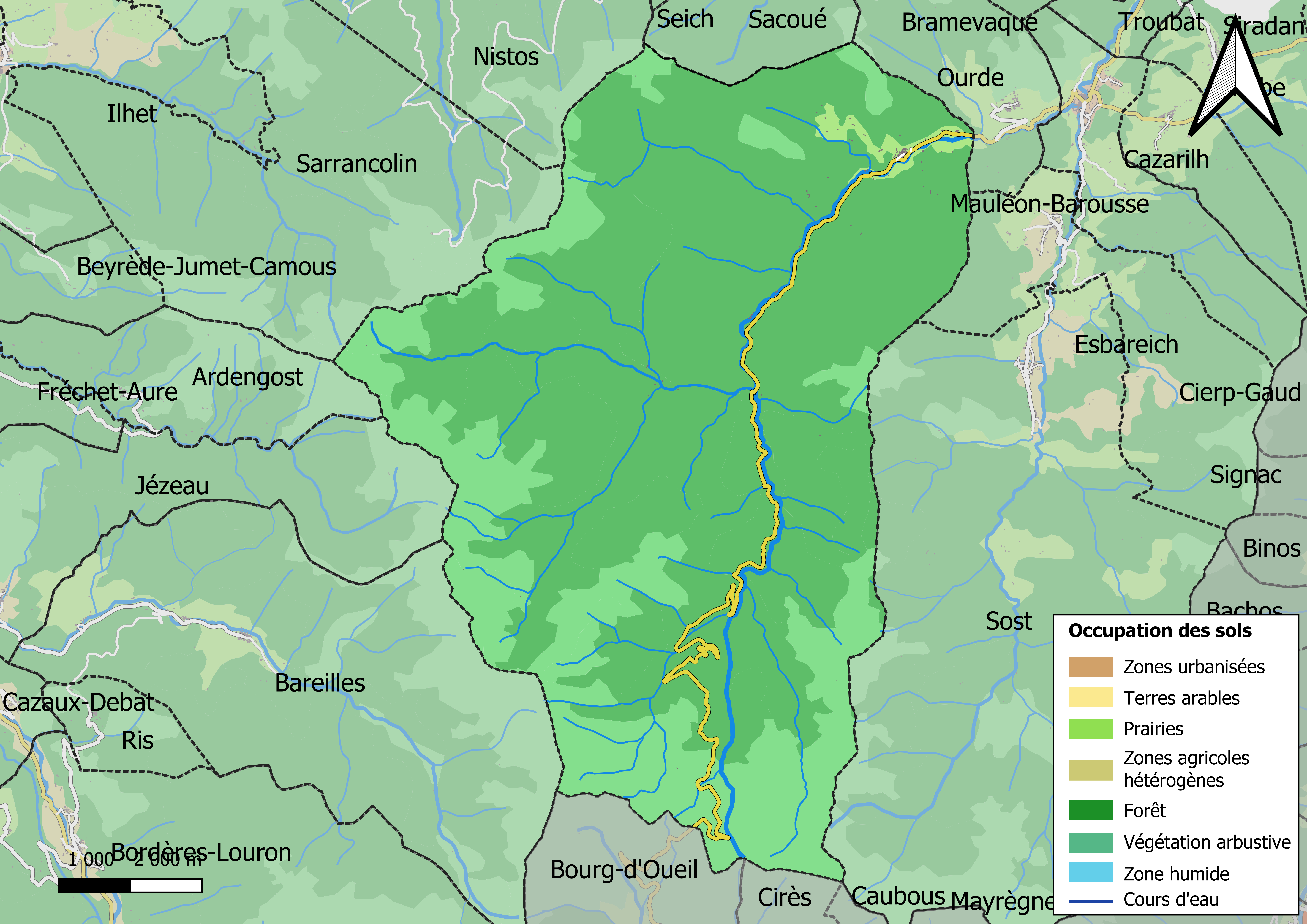
Carte des infrastructures et de l'occupation des sols en 2018 (CLC) de la commune.
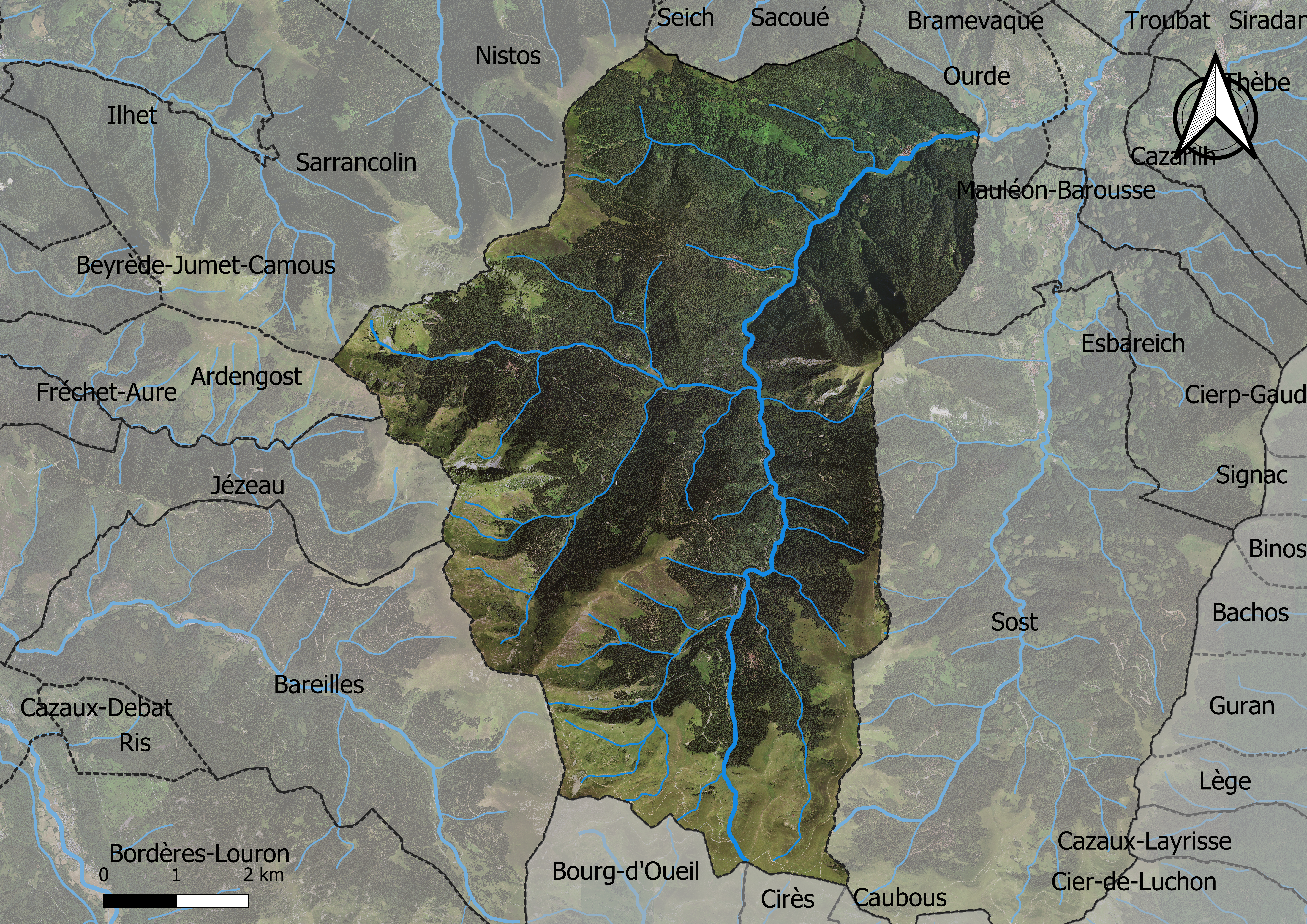
Carte orthophotogrammétrique de la commune.

### Voies de communication et transports
Cette commune est desservie par la route départementale D 925, jusqu'au port de Balès à 1 755 m d'altitude, permettant l'accès à la vallée d'Oueil.

### Risques majeurs
Le territoire de la commune de Ferrère est vulnérable à différents aléas naturels : météorologiques (tempête, orage, neige, grand froid, canicule ou sécheresse), inondations, feux de forêts, mouvements de terrains, avalanche  et séisme (sismicité moyenne). Il est également exposé à un risque particulier : le risque de radon. Un site publié par le BRGM permet d'évaluer simplement et rapidement les risques d'un bien localisé soit par son adresse soit par le numéro de sa parcelle.

#### Risques naturels
Certaines parties du territoire communal sont susceptibles d’être affectées par le risque d’inondation par débordement de cours d'eau, notamment l'Ourse. La cartographie des zones inondables en ex-Midi-Pyrénées réalisée dans le cadre du XIe Contrat de plan État-région, visant à informer les citoyens et les décideurs sur le risque d’inondation, est accessible sur le site de la DREAL Occitanie. La commune a été reconnue en état de catastrophe naturelle au titre des dommages causés par les inondations et coulées de boue survenues en 1982, 1999 et 2009,.
Ferrère est exposée au risque de feu de forêt. Un plan départemental de protection des forêts contre les incendies a été approuvé par arrêté préfectoral le 21 avril 2020 pour la période 2020-2029. Le précédent couvrait la période 2007-2017. L’emploi du feu est régi par deux types de réglementations. D’abord le code forestier et l’arrêté préfectoral du 27 octobre 2014, qui réglementent l’emploi du feu à moins de 200 m des espaces naturels combustibles sur l’ensemble du département. Ensuite celle établie dans le cadre de la lutte contre la pollution de l’air, qui interdit le brûlage des déchets verts des particuliers. L’écobuage est quant à lui réglementé dans le cadre de commissions locales d’écobuage (CLE)

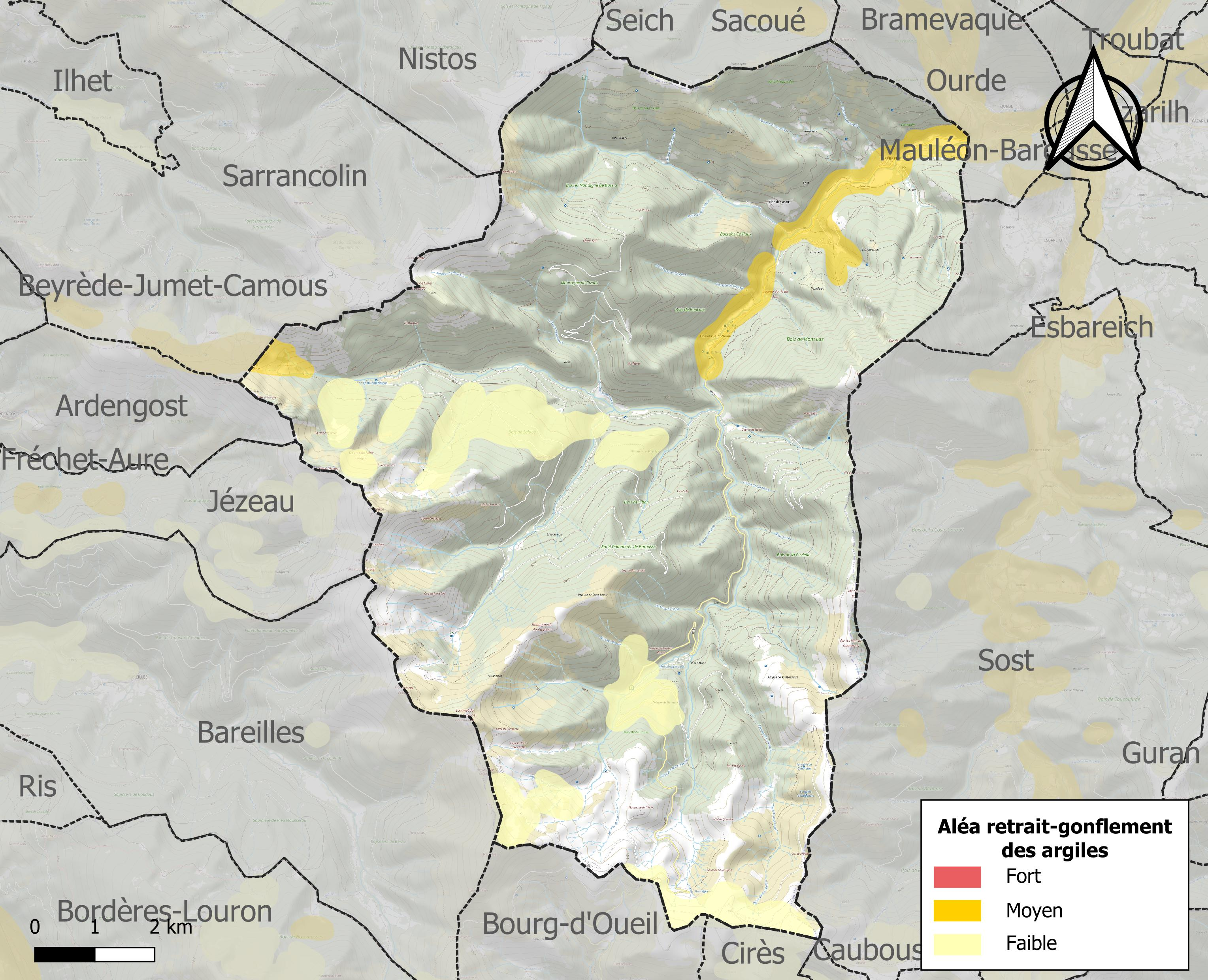
Carte des zones d'aléa retrait-gonflement des sols argileux de Ferrère.

Les mouvements de terrains susceptibles de se produire sur la commune sont des mouvements de sols liés à la présence d'argile et des tassements différentiels.
Le retrait-gonflement des sols argileux est susceptible d'engendrer des dommages importants aux bâtiments en cas d’alternance de périodes de sécheresse et de pluie. 3,5 % de la superficie communale est en aléa moyen ou fort (44,5 % au niveau départemental et 48,5 % au niveau national). Sur les 87 bâtiments dénombrés sur la commune en 2019, 79 sont en aléa moyen ou fort, soit 91 %, à comparer aux 75 % au niveau départemental et 54 % au niveau national. Une cartographie de l'exposition du territoire national au retrait gonflement des sols argileux est disponible sur le site du BRGM,.
Par ailleurs, afin de mieux appréhender le risque d’affaissement de terrain, l'inventaire national des cavités souterraines permet de localiser celles situées sur la commune.
Concernant les mouvements de terrains, la commune a été reconnue en état de catastrophe naturelle au titre des dommages causés par des mouvements de terrain en 1999.
La commune est exposée aux risques d'avalanche. Les habitants exposés à ce risque doivent se renseigner, en mairie, de l’existence d’un plan de prévention des risques avalanches (PPRA). Le cas échéant, identifier les mesures applicables à l'habitation, identifier, au sein de l'habitation, la pièce avec la façade la moins exposée à l’aléa pouvant faire office, au besoin, de zone de confinement et équiper cette pièce avec un kit de situation d’urgence,.

#### Risque particulier
Dans plusieurs parties du territoire national, le radon, accumulé dans certains logements ou autres locaux, peut constituer une source significative d’exposition de la population aux rayonnements ionisants. Certaines communes du département sont concernées par le risque radon à un niveau plus ou moins élevé. Selon la classification de 2018, la commune de Ferrère est classée en zone 3, à savoir zone à potentiel radon significatif.

## Toponymie

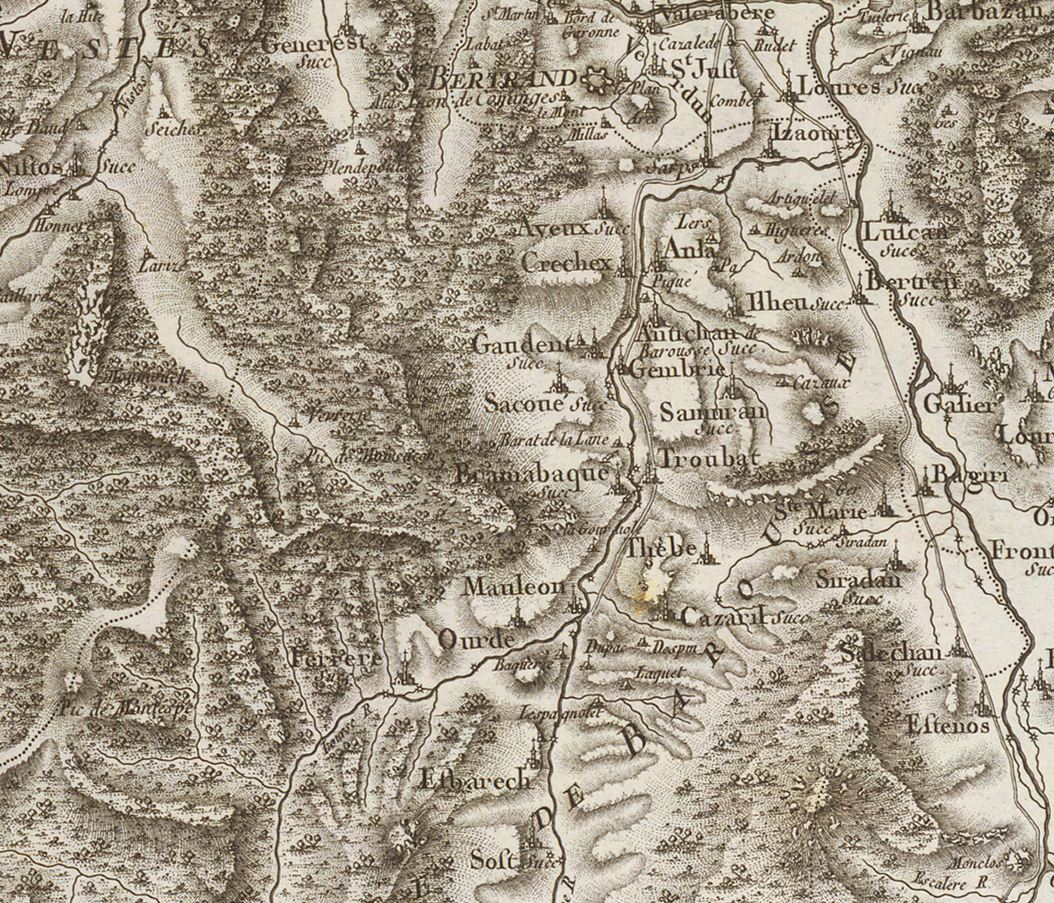
Extrait de la carte de Cassini (entre 1756 et 1789) situant Ferrère au sud de Mauléon-Barousse

On trouvera les principales informations dans le Dictionnaire toponymique des communes des Hautes-Pyrénées de Michel Grosclaude et Jean-François Le Nail qui rapporte les dénominations historiques du village :
Dénominations historiques :
- n vila que dicitur Ferera, latin et gascon (v. 980, cartulaire de Lézat) ;
- Sancti Jacobi de Ferrera, latin et gascon (fin XIIe siècle, ibid.) ;
- Sancti Jacobi de Ferrera in valle Barossa, latin et gascon (1244-1249, ibid.) ;
- De Ferreria, latin (1387, pouillé du Comminges) ;
- Ferrere, (fin XVIIIe siècle, carte de Cassini).

Étymologie : gascon herrèra/harrèra, latin vulgaire ferraria (= mine de fer ou forge où l’on traitait le minerai de fer local).
Nom occitan : Harrèra.

## Politique et administration

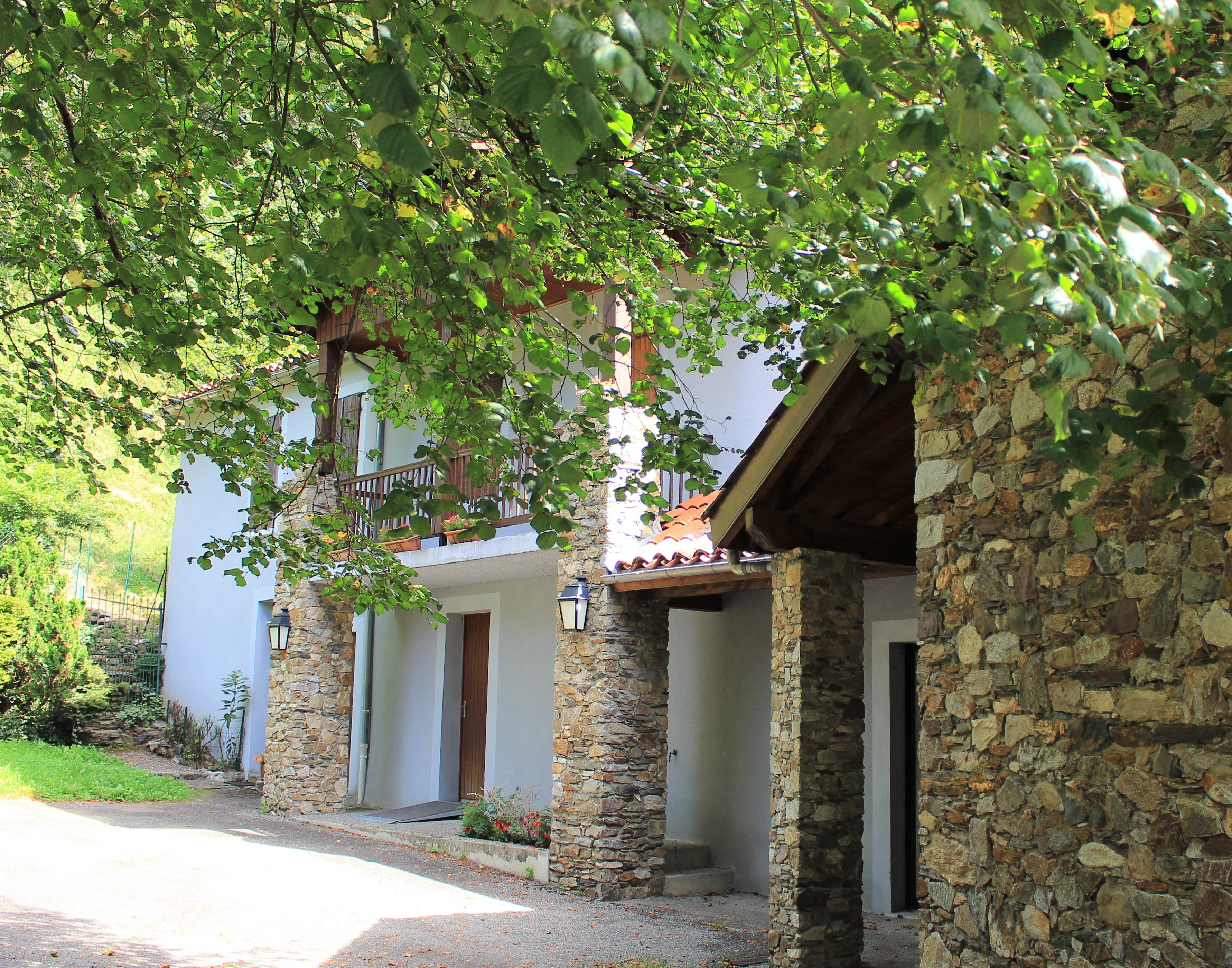
La mairie en 2023.

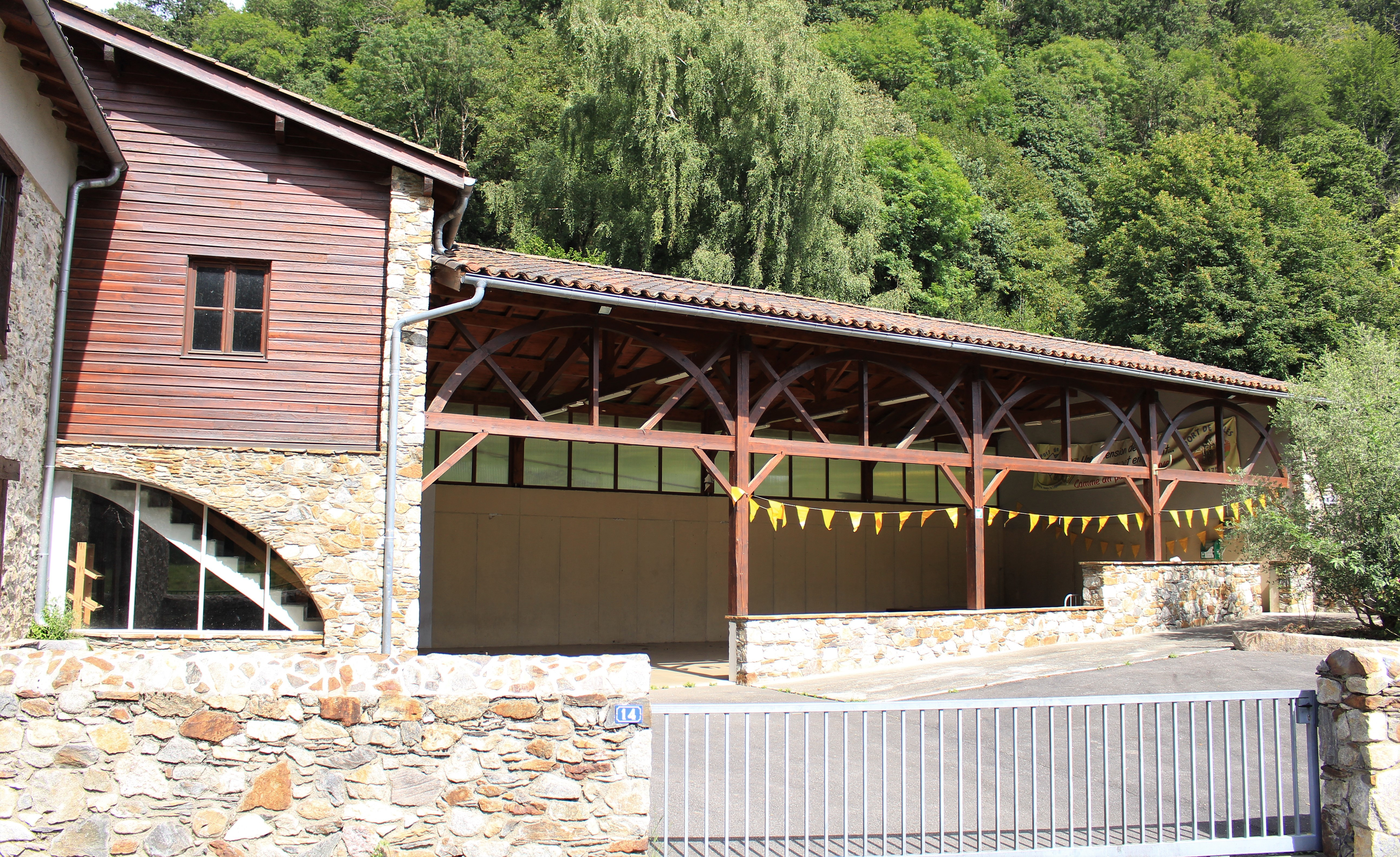
Le foyer rural en 2023.

### Liste des maires
| Période                                  | Période  | Identité            | Étiquette | Qualité              |
| ---------------------------------------- | -------- | ------------------- | --------- | -------------------- |
| Les données manquantes sont à compléter. |          |                     |           |                      |
|                                          |          |                     |           |                      |
|                                          |          | Jean-Pierre Lamolle |           |                      |
| mars 1983                                | En cours | Jean-Louis Ousset   |           | (réélu en mars 2014) |

### Rattachements administratifs et électoraux

#### Intercommunalité
Ferrère appartient à la communauté de communes Neste Barousse créée en janvier 2017 et qui réunit 43 communes.

## Population et société

### Démographie

#### Évolution démographique
L'évolution du nombre d'habitants est connue à travers les recensements de la population effectués dans la commune depuis 1793. Pour les communes de moins de 10 000 habitants, une enquête de recensement portant sur toute la population est réalisée tous les cinq ans, les populations de référence des années intermédiaires étant quant à elles estimées par interpolation ou extrapolation. Pour la commune, le premier recensement exhaustif entrant dans le cadre du nouveau dispositif a été réalisé en 2005.

En 2022, la commune comptait 38 habitants, en évolution de −11,63 % par rapport à 2016 (Hautes-Pyrénées : +1,59 %, France hors Mayotte : +2,11 %).
| 1793 | 1800 | 1806 | 1821 | 1831 | 1836 | 1841 | 1846 | 1851 |
| ---- | ---- | ---- | ---- | ---- | ---- | ---- | ---- | ---- |
| 239  | 285  | 324  | 245  | 415  | 447  | 461  | 509  | 507  |

| 1856 | 1861 | 1866 | 1872 | 1876 | 1881 | 1886 | 1891 | 1896 |
| ---- | ---- | ---- | ---- | ---- | ---- | ---- | ---- | ---- |
| 395  | 447  | 450  | 443  | 437  | 511  | 448  | 462  | 372  |

| 1901 | 1906 | 1911 | 1921 | 1926 | 1931 | 1936 | 1946 | 1954 |
| ---- | ---- | ---- | ---- | ---- | ---- | ---- | ---- | ---- |
| 378  | 318  | 327  | 247  | 203  | 173  | 170  | 125  | 115  |

| 1962 | 1968 | 1975 | 1982 | 1990 | 1999 | 2005 | 2006 | 2010 |
| ---- | ---- | ---- | ---- | ---- | ---- | ---- | ---- | ---- |
| 103  | 100  | 64   | 57   | 50   | 55   | 51   | 50   | 57   |

| 2015 | 2020 | 2022 | - | - | - | - | - | - |
| ---- | ---- | ---- | - | - | - | - | - | - |
| 44   | 39   | 38   | - | - | - | - | - | - |

### Enseignement
La commune dépend de l'académie de Toulouse. Elle ne dispose plus d'école en 2019.

## Économie

### Emploi
|                | 2008  | 2013  | 2018  |
| -------------- | ----- | ----- | ----- |
| Commune        | 10 %  | 0 %   | 5,3 % |
| Département    | 7,7 % | 9,4 % | 9,8 % |
| France entière | 8,3 % | 10 %  | 10 %  |

En 2018, la population âgée de 15 à 64 ans s'élève à 20 personnes, parmi lesquelles on compte 63,2 % d'actifs (57,9 % ayant un emploi et 5,3 % de chômeurs) et 36,8 % d'inactifs,. En  2018, le taux de chômage communal (au sens du recensement) des 15-64 ans est inférieur à celui de la France et du département, alors qu'en 2008 la situation était inverse.
La commune est hors attraction des villes,. Elle compte 11 emplois en 2018, contre 13 en 2013 et 19 en 2008. Le nombre d'actifs ayant un emploi résidant dans la commune est de 13, soit un indicateur de concentration d'emploi de 88,3 % et un taux d'activité parmi les 15 ans ou plus de 33,3 %.
Sur ces 13 actifs de 15 ans ou plus ayant un emploi, 3 travaillent dans la commune, soit 25 % des habitants. Pour se rendre au travail, la totalité des habitants utilise un véhicule personnel ou de fonction à quatre roues.

## Culture locale et patrimoine

### Lieux et monuments
- Église Saint-Michel du XIXe siècle avec des fresques réalisées par Nicolas Greschny en 1954.
- Chalets de Saint-Nérée.
- Fontaine.
- Abreuvoir.
- Port de Balès.
- Monument aux morts.

Sélection de vues diverses
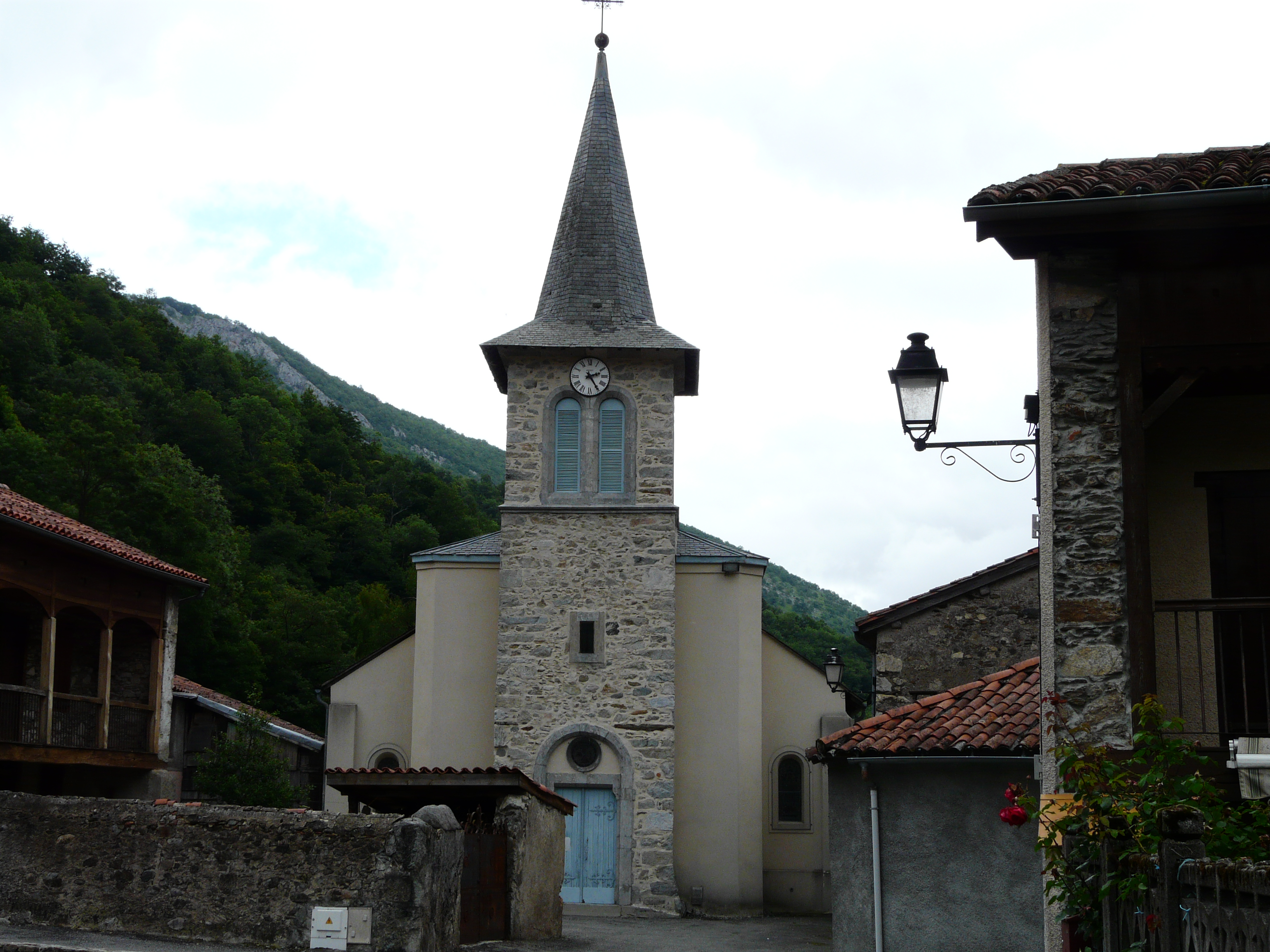
L'église Saint-Michel.
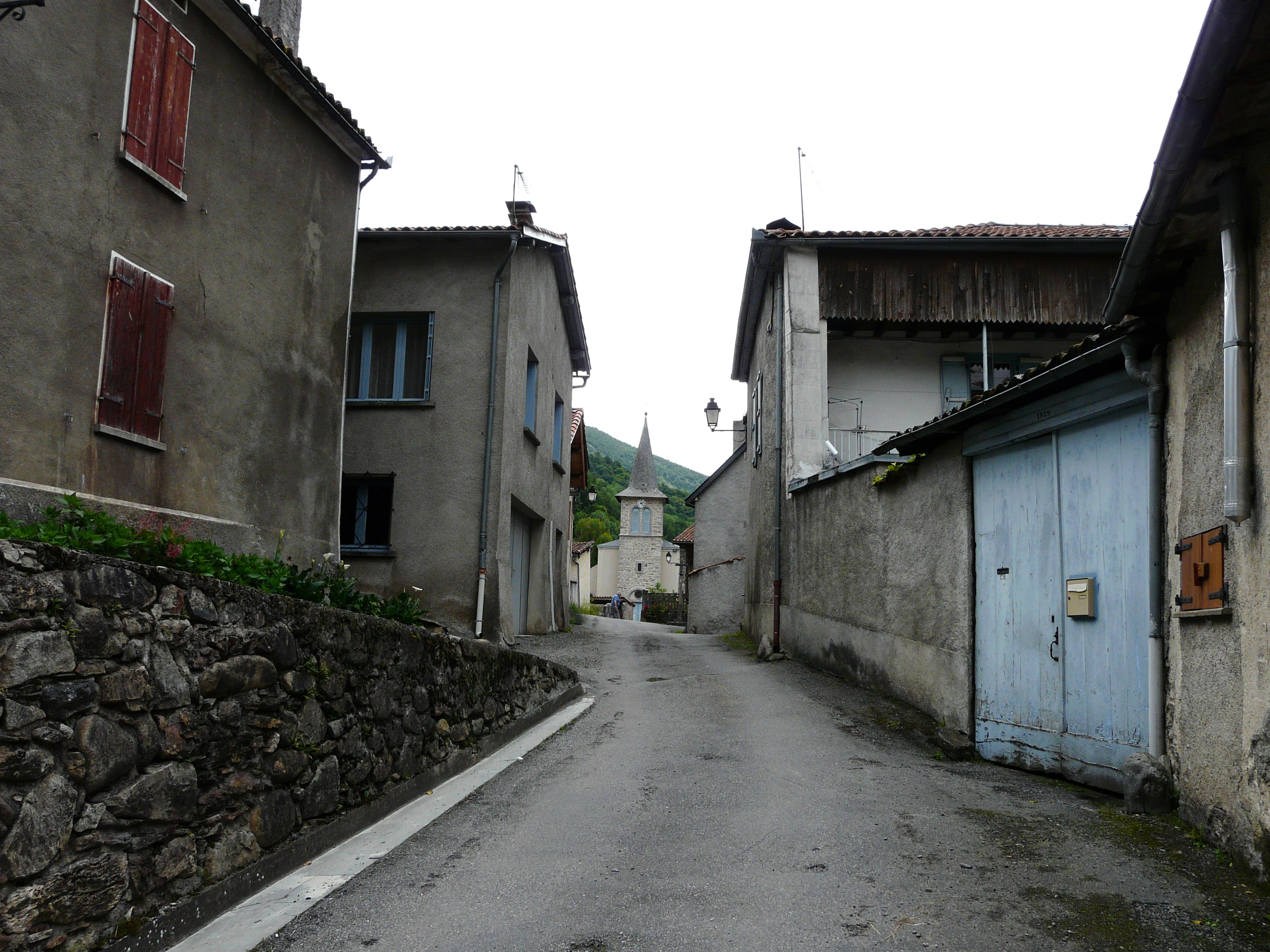
Une ruelle dans le village de Ferrère.
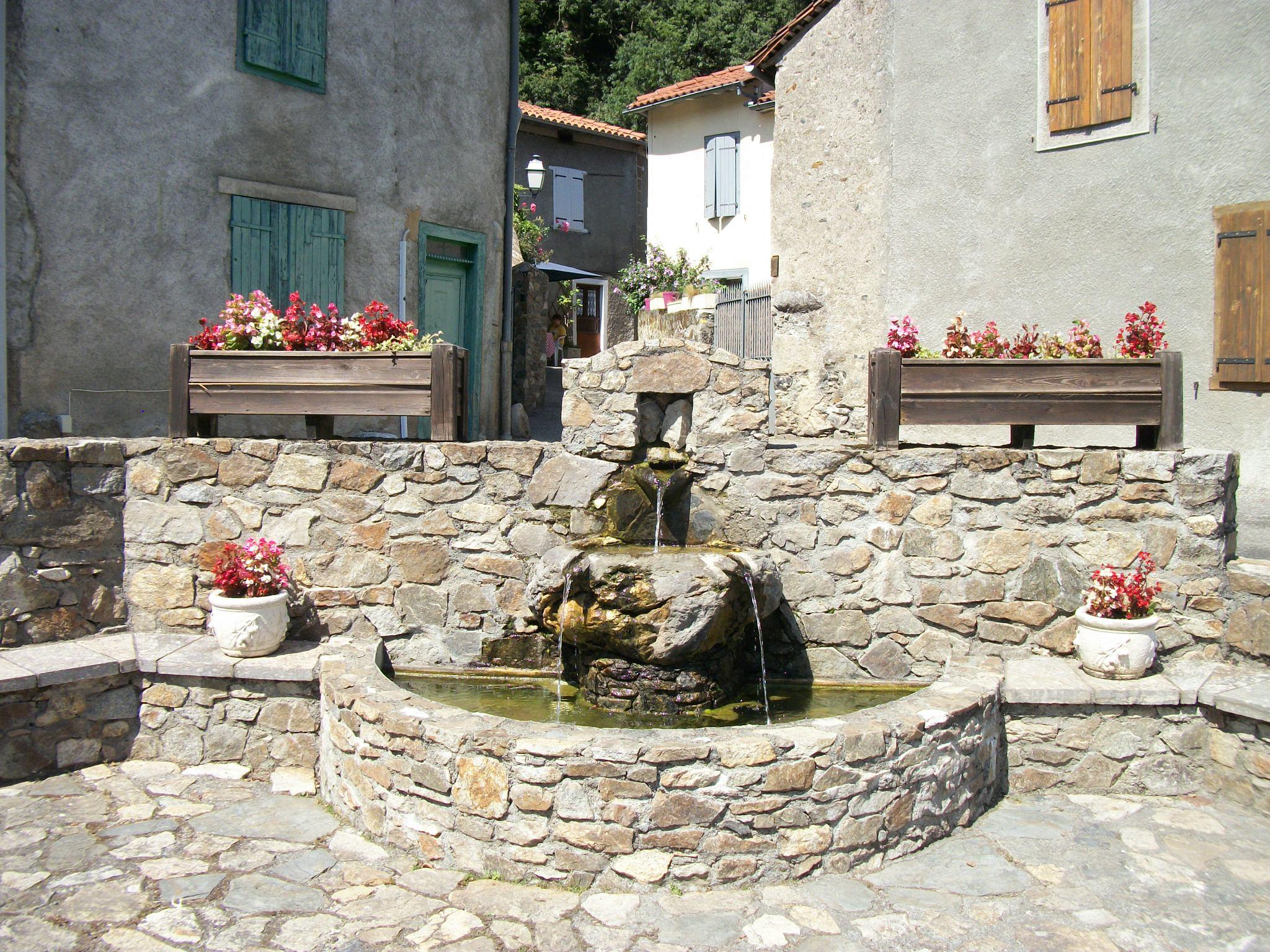
Une fontaine et abreuvoir en face de l'église.
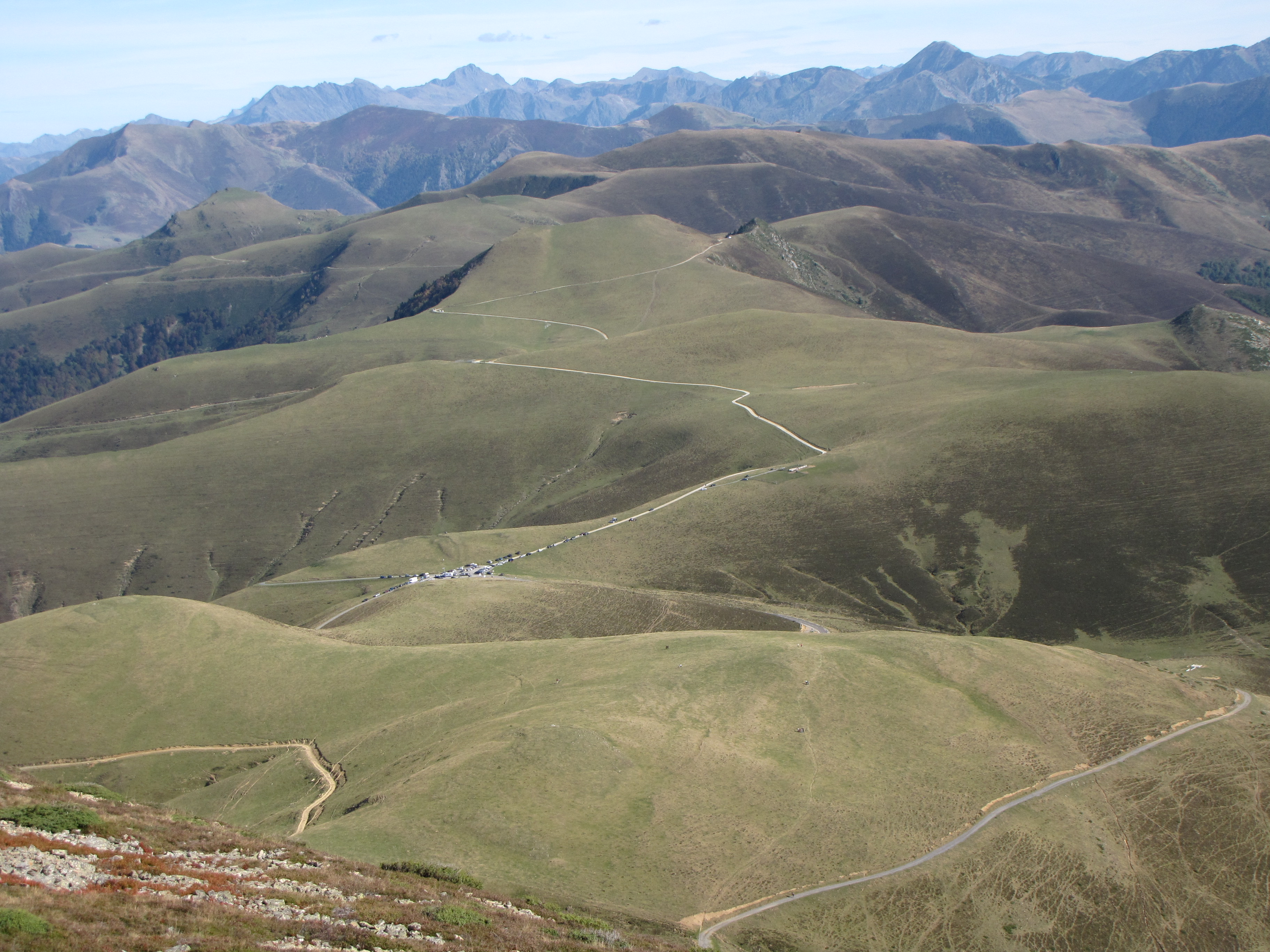
Vue aérienne du port de Balès.
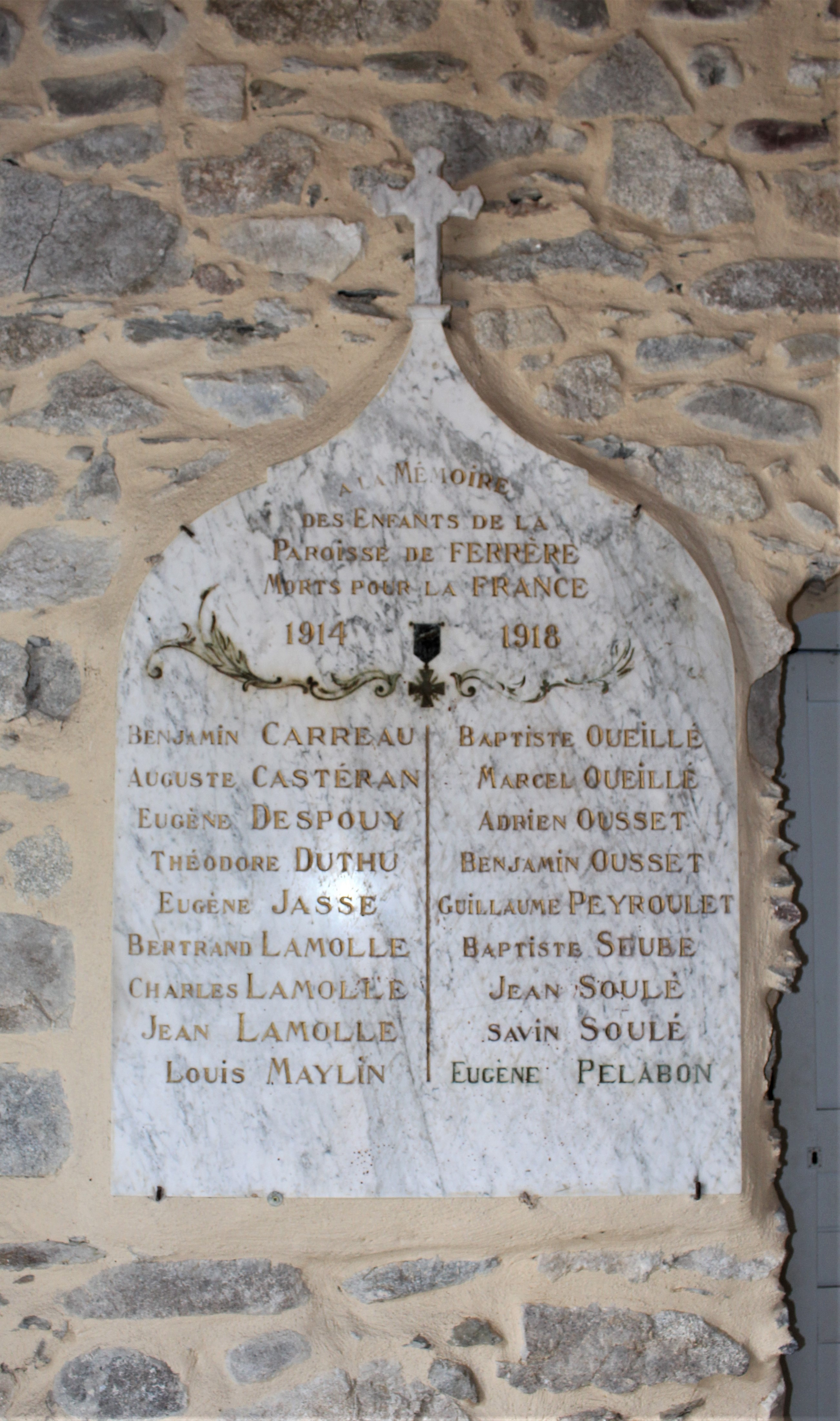
Le monument aux morts.
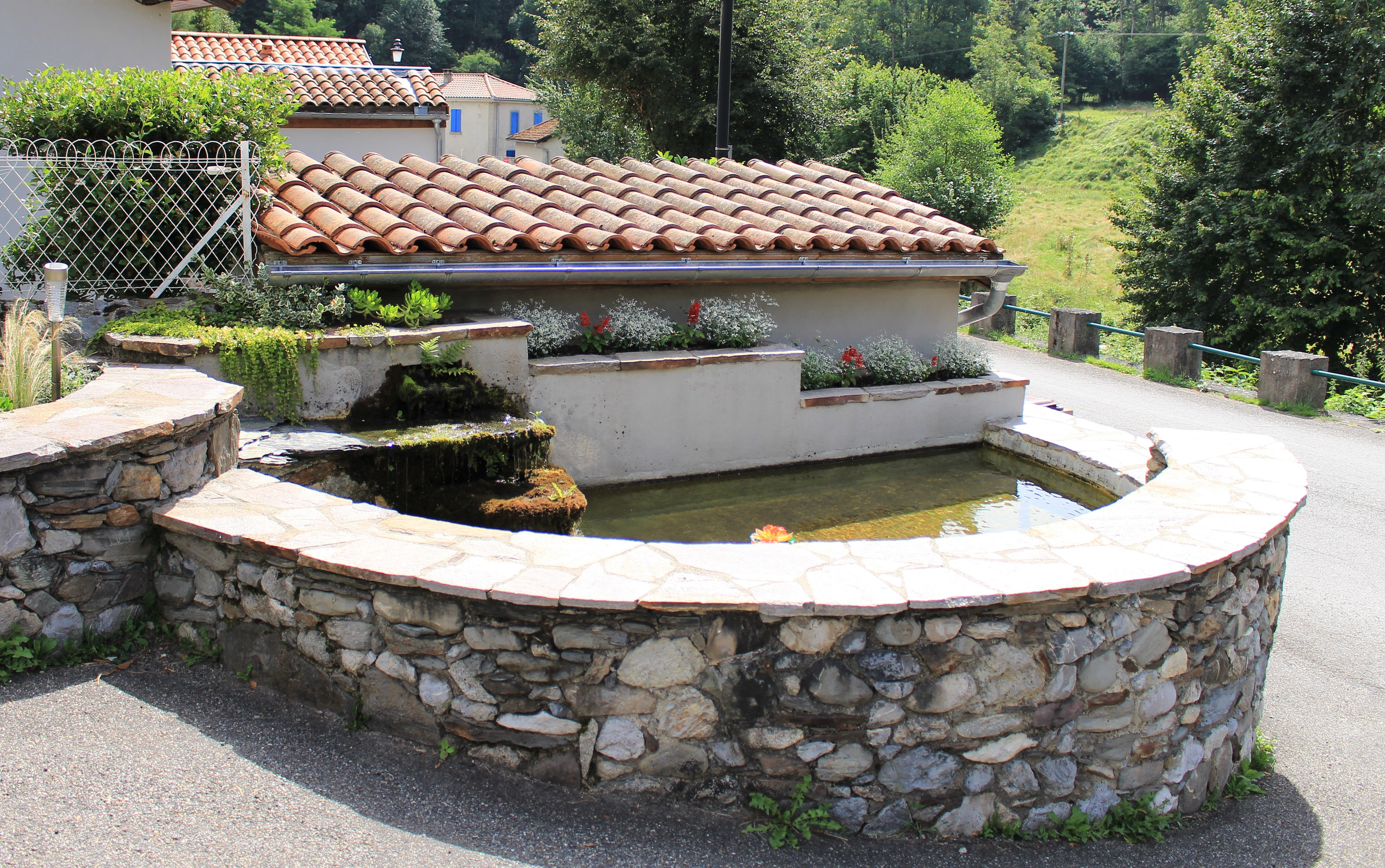
Une fontaine.

### Héraldique
| Blason | Blasonnement : Parti : au premier de gueules à la tour d'argent, maçonnée, ouverte et ajourée de sable sur une terrasse de sinople surmontée d'une flèche d'argent posée en barre, au second d'azur à la brebis d'argent paissant sur une terrasse de sinople. |